# Ossaea
Ossaea es un género  de plantas fanerógamas pertenecientes a la familia Melastomataceae. Comprende 114 especies descritas y de estas, solo 36 pendientes de ser aceptadas. Se distribuye desde México hasta Brasil.

## Descripción
Son arbustos o árboles pequeños, con ramitas variadamente pubescentes, teretes a subcuadradas. Hojas cartáceas a subcoriáceas, enteras a vagamente denticuladas, 5–7-nervias o 5–7(–9)-plinervias. Inflorescencias dicasios o espigas subverticiladas, multifloras, bracteadas, terminales o pseudolaterales (debido a que los brotes axilares sobrepasan), flores 4–5-meras, sésiles, subsésiles o cortamente pediceladas; hipantos urceolados, subglobosos o campanulados; tubo del cáliz más o menos prolongado, los lobos deprimidos e inconspicuos, frecuentemente hialinos, los dientes exteriores cónicos a tuberiformes, generalmente conspicuos y simulando a los lobos del cáliz; pétalos lanceolados a ovado-lanceolados u oblongos, agudos a acuminados, blancos; estambres 8–10, isomorfos, anteras linear-oblongas o claviformes, con 1 o 2 poros terminales (a menudo inclinados dorsalmente), conectivo prolongado dorsalmente por debajo del punto de inserción del filamento en un diente o espolón con margen glandular; estigma capitado a subtruncado, ovario 4–5-locular, parcial a totalmente ínfero. Fruto una baya, prominentemente 8–10-acostillado cuando seco; semillas piramidales a obovoides, ca 0.5 mm de largo, angulares, lisas.

## Taxonomía
El género fue descrito por Augustin Pyrame de Candolle y publicado en Prodromus Systematis Naturalis Regni Vegetabilis 3: 168. 1828.

## Especies seleccionadas
A continuación se brinda un listado de las especies del género Ossaea aceptadas hasta mayo de 2014, ordenadas alfabéticamente. Para cada una se indica el nombre binomial seguido del autor, abreviado según las convenciones y usos:
- Ossaea amygdaloides Triana
- Ossaea angustifolia Triana
- Ossaea araneifera Markgr.
- Ossaea asplundii Wurdack
- Ossaea boekei Wurdack
- Ossaea boliviensis (Cogn.) Gleason
- Ossaea bracteata Triana